# Henry 'Chick' Morrison
Henry 'Chick' Morrison (circa 1910 - na 1975) was een Amerikaanse jazzdrummer.

## Biografie
Morrison werkte eind jaren 30 in New York in de band van Jerry Kruger (waarin ook Benny Carter, Eddie Heywood en Alvis Hayes speelden), hiermee maakte hij zijn eerste opnamen. Hij speelde hierna in de bigband van Benny Carter, hij trad hierin op in o.a. de Savoy Ballroom. In 1943 speelde hij in de orkesten van Louis Armstrong en Noble Sissle. In de jazz speelde hij tussen 1939 en 1943 mee op 14 opnamesessies. Rond 1950 werkte hij met Clarence Brereton. In latere jaren leidde hij in New York een eigen band, waarin ook trompettist Mouse Randolph speelde.